# Threesome
Threesome är en svensk romantisk dramaserie som hade premiär på Viaplay den 29 augusti 2021. Serien är regisserad av Lisa Linnertorp, som också skrivit seriens manus tillsammans med Elisabeth Marjanovic Cronvall. Första säsongen består av åtta avsnitt. Seriens andra säsong också den bestående av åtta avsnitt hade premiär under 2023 på Way Out West-festivalen. På grund av Viaplays ekonomiska problem fick den aldrig premiär på strömningstjänsten. I stället kommer den att få premiär på SVT Play den 3 juli 2024.

## Handling
Serien utspelar sig i London och kretsar kring det svenska paret David och Siri som efter en festkväll hamnar i säng med studenten Camille. Dagen efter ser Siri sin pojkvän hålla om Camille, vilket gör henne väldigt svartsjuk. Hon börjar ifrågasätta både relationen med David och sina egna mål med livet.

## Rollista (i urval)
- Matilda Källström - Siri
- Simon Lööf - David
- Kitt Walker Johansson - Mario
- Emily Renée -
- Alma Jodorowsky - Camille
- Elliot William Russel
- Jeffrey Miguel
- Edwin Safari - Paul
- Jonatan Liedholm - Benjamin
- Lucien Laviscount

## Mottagande
Seriens första säsong fick mycket goda recensioner. Tor Aavatsmark på Ljud & Bild ger serien högsta betyg, och kallar det "en av årets bästa serier". Han lyfter framförallt fram Källströms rollprestation. "Matilda Källström har sin första stora huvudroll i Threesome, och sällan har vi sett en så ung skådespelerska ha ett lika vansinnigt brett spektrum att spela med. Källström får fram alla nyanser av den komplexa personen och hennes problematiska resa längs kärlekstunneln." Filmtopps Sebastian Ahokas ger serien 4 av 5 i betyg, och skriver "Seriens skapare och regissör Lisa Linnertorp, som vanligtvis är framför kameran, vågar och lyckas få med en trovärdighet och riktig autenticitet när det kommer till ung kärlek och känslor. Här är inget polerat. Här är det verkligen tufft, känslosamt och fyllt med svek, något som vi ofta inte får se i liknande historier. Tidigare eller nuvarande Londonsvenskar kommer nog också bli glada av att se alla bekanta och äkta miljöer och att livet i London skildras på ett trovärdigt vis."
Serien nominerades till Kristallen år 2022 i kategorin Årets unga dramaserie, men fick nöja sig med en andraplats efter Young Royals.